# القلاع (السدة)

تعديل مصدري - تعديل

القلاع محلة تابعة لقرية العرافة، التابعة لعزلة العرافة بمديرية السدة إحدى مديريات محافظة إب في الجمهورية اليمنية.، بلغ تعداد سكانها 149 حسب تعداد اليمن لعام 2004.